# Söllmnitz
Söllmnitz (mit Wernsdorf und Lauenhain) bildet zusammen mit Cretzschwitz den 9,66 km² großen Ortsteil Cretzschwitz/Söllmnitz der Stadt Gera in Thüringen mit insgesamt 695 Einwohnern (Stand 31. Dezember 2018).

## Geographie
Söllmnitz ist im Nordosten der Stadt Gera an der Grenze zum Landkreis Greiz gelegen.

## Geschichte

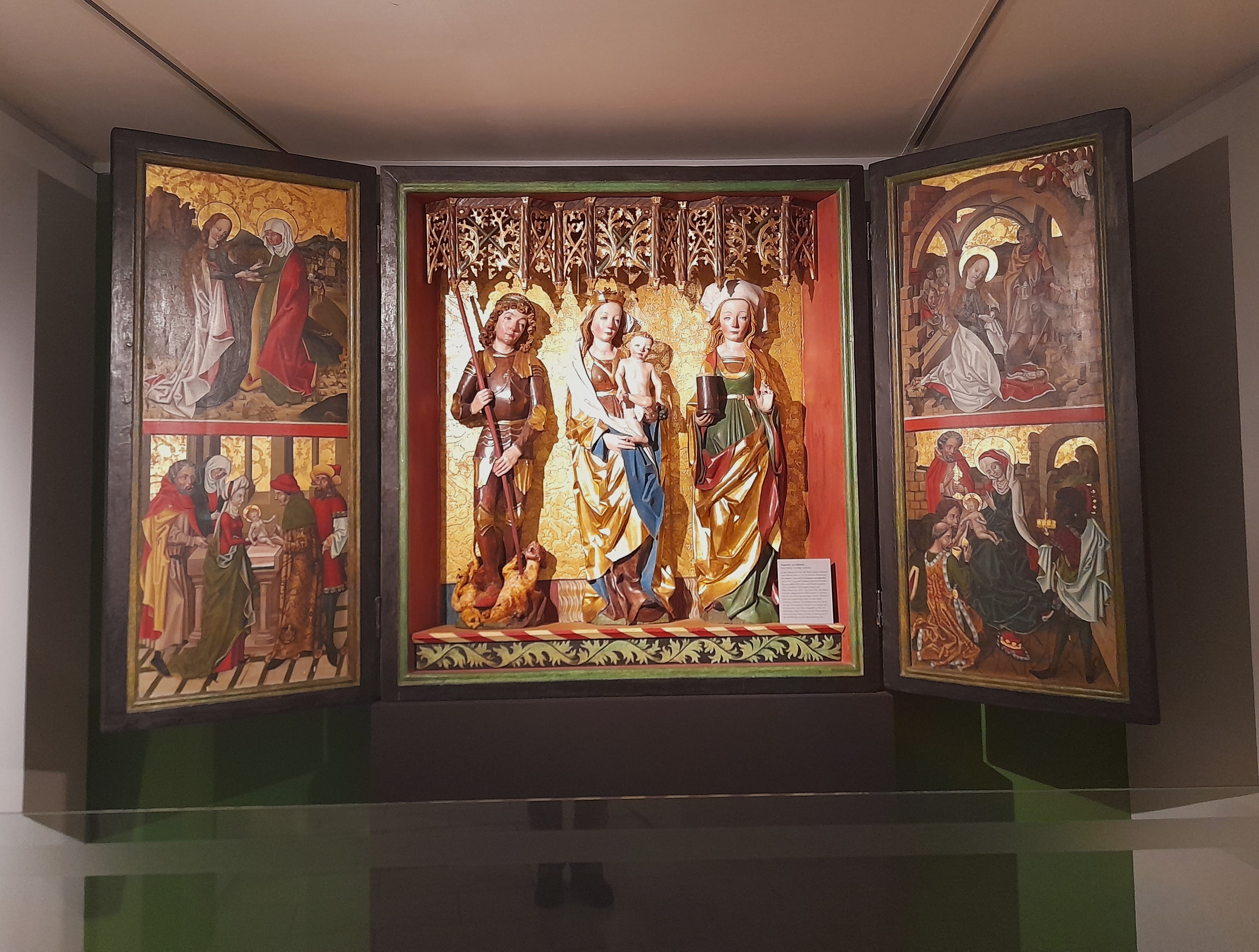
Flügelaltar aus Söllmnitz im Stadtmuseum Gera

Die älteste urkundliche Erwähnung als Selmnitz datiert auf das Jahr 1121, in späteren Urkunden tauchen die Schreibweisen Selmnitz, Selmse oder auch Selmenitz auf. Der Name wird gedeutet als Im oder hinter dem Steinbruch und deutet auf eine ursprüngliche Sorbensiedlung hin.
Söllmnitz ist Stammsitz eines aus dem Meißnischen stammenden Rittergeschlechtes, welches später unter dem Namen Herren von Selmnitz verbriefte. Eine Witwe dieser Familie stand mit Martin Luther in Briefverkehr und erhielt von Thomas Müntzer 1523 im Kloster St. Georg in Halle (Saale) konspirativ das Abendmahl des lutherischen Glaubens. Die Familie starb 1858 aus. Das Rittergut wurde nach langem Leerstand und Verfall 2008 abgerissen.
Ein Haupterwerb früherer Jahre waren der Wein- und Hopfenanbau, wovon heute nur noch einige Flurnamen zeugen. Auch waren seit Anfang des 16. Jahrhunderts eine Brennerei und eine Brauerei im Ort ansässig, die einen sehr guten Ruf hatten.
1827 gab es im Ort zwei Rittergüter, 33 Häuser und 164 Einwohner. Die Schule befand sich seit 1839 in Wernsdorf; bis dahin erfolgte die Beschulung in Hirschfeld (Landkreis Greiz).
Anfang des 19. Jahrhunderts begann man im Ort mit dem Tonabbau; verarbeitet wurde er in der ehemaligen Reußengrube in Cretzschwitz.
Nach Gründung der Gera-Meuselwitz-Wuitzer Eisenbahn (GMWE) erhielt Söllmnitz 1901 einen Bahnhof. Er hatte u. a. die Funktion eines Trennungsbahnhofs für die hier abzweigende Strecke zur damaligen Dachziegelfabrik Reußengrube in Cretzschwitz. Der für 1970 geplanten Stilllegung der Strecke kam das verheerende Hochwasser vom 3. Mai 1969 zuvor: Es verwüstete die Gleisanlagen im Endbahnhof Gera-Pforten sowie auf einigen Abschnitten nach Gera-Leumnitz. Daraufhin stellte die Deutsche Reichsbahn den Personenverkehr ein, den Güterverkehr hielt sie bis Ende Dezember 1969 noch im Abschnitt Kayna–Wuitz-Mumsdorf aufrecht. Durch Söllmnitz fuhr hingegen bereits Mitte Mai 1969 der letzte (nicht öffentliche) Zug, die Reichsbahn holte damit in Gera stehengebliebene Wagen nach Wuitz-Mumsdorf. Eine 1977 als Denkmal für die GMWE in Söllmnitz aufgestellte Dampflok und zwei Personenwagen stammten aus Sachsen, wohin sie im August 2002 zurückkehrten.
1992 erfolgte der erste Spatenstich für das Wohngebiet Am Weinberg. Es entstanden hier 42 Einfamilien- und Doppelhäuser an einem leichten Südhang.
Zum 1. April 1994 wurde die Gemeinde Söllmnitz in die Stadt Gera eingemeindet. Seit einer Bürgerversammlung vom 22. April 1994 bildet sie zusammen mit dem benachbarten Cretzschwitz und den schon früher zu Söllmnitz eingemeindeten Ortschaften Wernsdorf und Lauenhain den Ortsteil Cretzschwitz/Söllmnitz der Stadt Gera.

### Rittergut Söllmnitz
Das Rittergut Söllmnitz war ein landtagsfähiges Rittergut. Mit dem Besitz des Rittergutes verbunden war die Patrimonialgerichtsbarkeit in Form der Erbgerichtsbarkeit über Söllmnitz und Teile von Lauenhain, Hirschfeld, Wernsdorf und Cretzschwitz. Die niedere Gerichtsbarkeit wurde am 1. Januar 1855 aufgehoben.
Das Rittergut Söllmnitz war 1603 bis 1788 geteilt (Vorder- und Hintersöllmnitz). Inhaber des vorderen Rittergutes waren die Familien Winkler, seit 1658 von Berbisdorf, seit 1770 von Koppy, seit 1731 von Weißenbach, seit 1770 Graf Heinrich XXX. (Reuß-Gera) und seit 1787 von Weydenbach. Die Eigentümer des hinteren Gutes (das in bis zu 9 Teile aufgespalten wurde) wechselten oft.
Eigentümer des vereinigten Gutes ab 1788 waren von Weydenbach, seit 1799 von Bibra, seit 1819 Semmel, seit 1826 die Grafen von Beust und seit 1833 die Familie Hagenbruch (1848 war dies der Landtagsabgeordnete Eduard Hagenbruch).

## Politik
Seit 1994 besteht ein Ortsteilrat (ehemals Ortschaftsrat) der Gemeinden Cretzschwitz und Söllmnitz (mit Wernsdorf und Lauenhain). Ortsteilbürgermeister ist seit Juni 2024 Florian Rittirsch (parteilos).

## Verkehr
Der Ort ist über die Bundesstraße 2 erreichbar. Der ÖPNV-Anschluss besteht tagsüber zweistündlich über die RVG Regionalverkehr Gera/Land GmbH, Linie 229. Der nächstgelegene Bahnhof ist in Gera-Langenberg. Von 1901 bis 1969 besaß Söllmnitz einen Bahnhof an der Strecke der Gera-Meuselwitz-Wuitzer Eisenbahn.

## Bauwerke

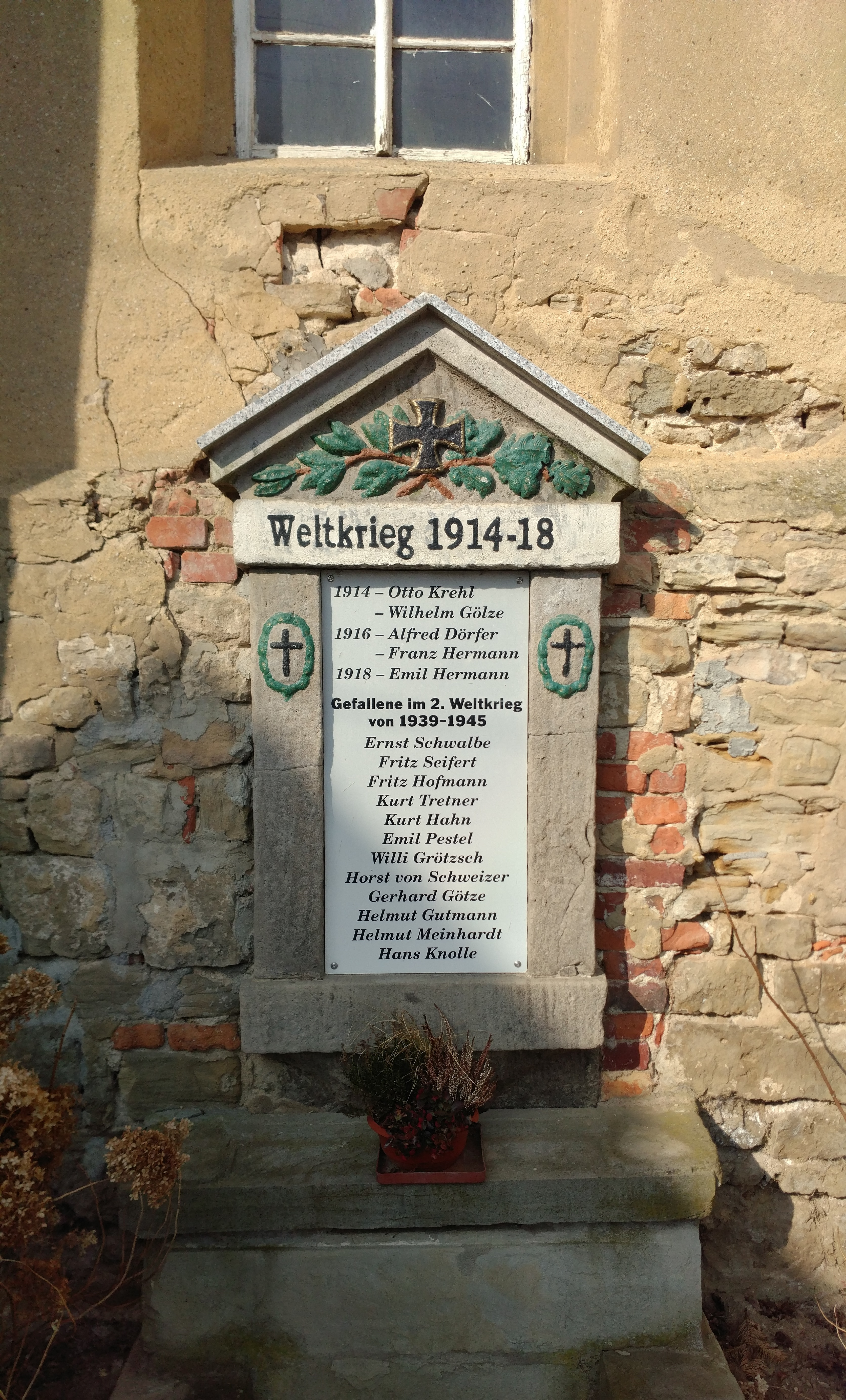
Kriegerdenkmal

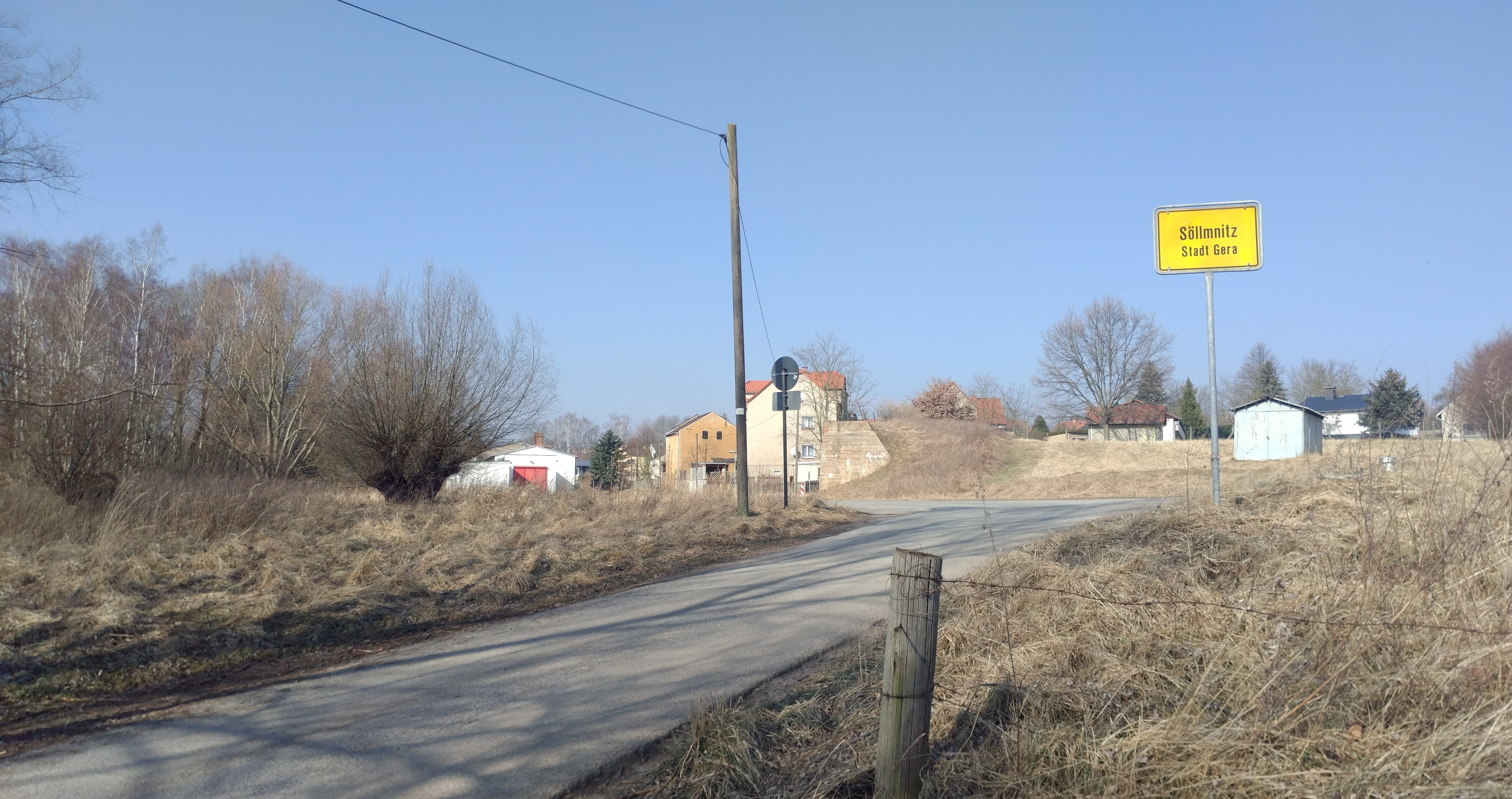
Mittig die Tonverladestelle, links die Rückansicht des Bahnhofsgebäudes

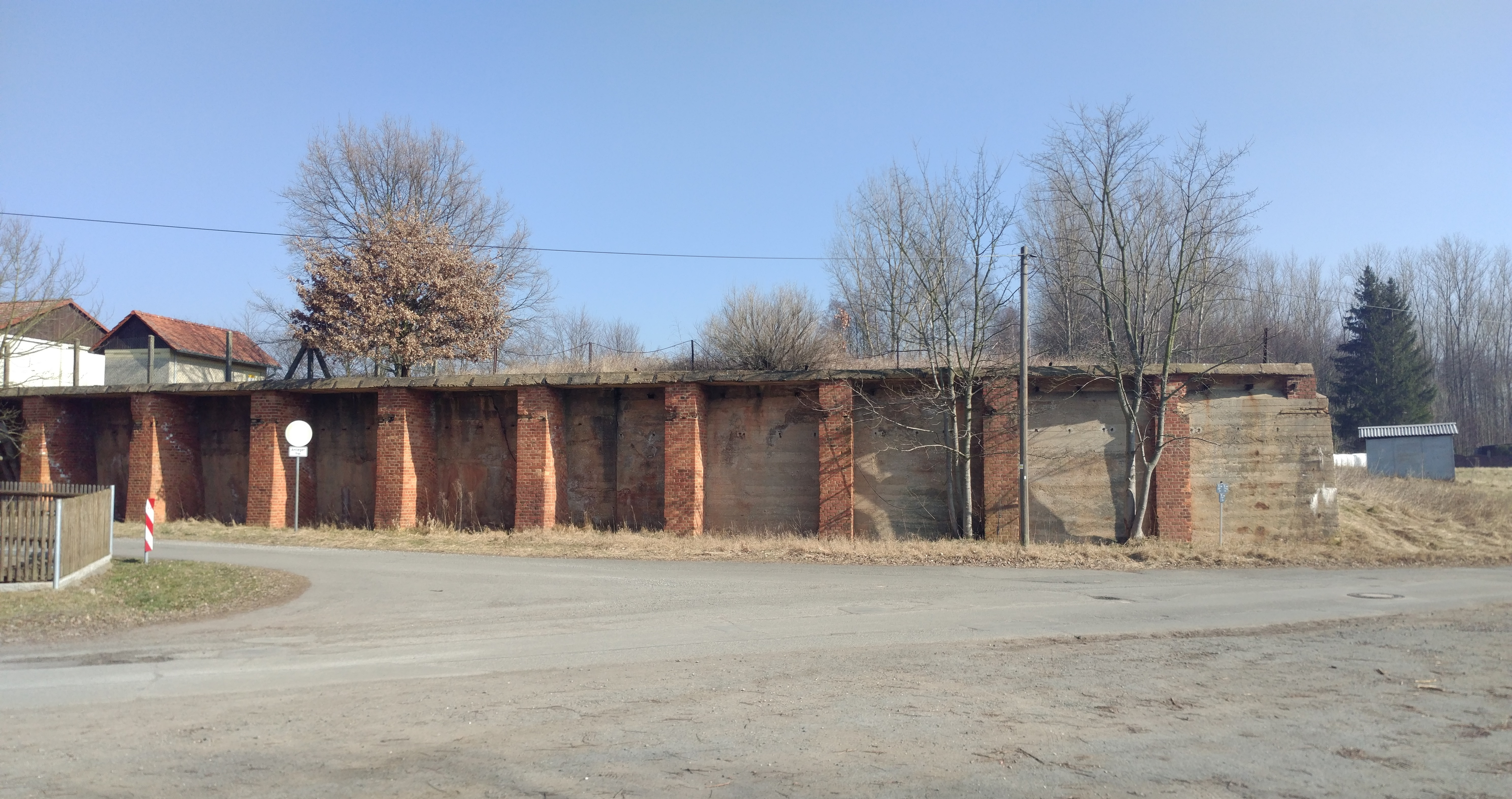
Die Tonverladestelle der Reußengrube

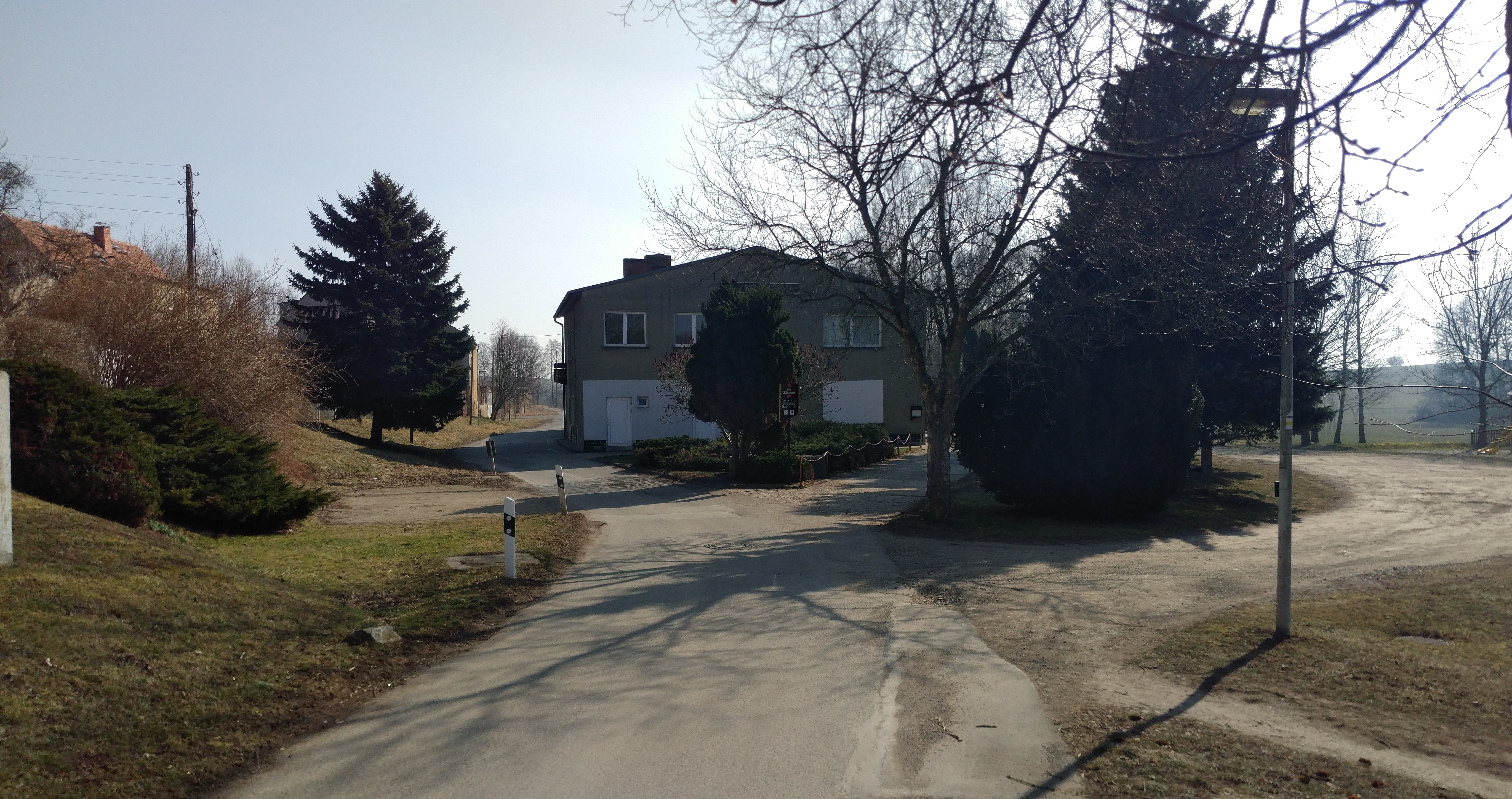
Kulturhaus „Zum alten Bahnhof“

Dorfkirche Söllmnitz – Der Grundstein zur Kirche wurde Ende des 13. Jahrhunderts von Conrad und Sander von Selmenitz gelegt, ihre jetzige Form erhielt die Kirche im 15./16. Jahrhundert, der Kirchturm ist jüngeren Datums. An der Kirchenwand befindet sich eine Gedenktafel für die Gefallenen im Ersten und Zweiten Weltkrieg. Heute ist die Kirche in einem maroden baulichen Zustand.
Für den Erhalt der Söllmnitzer Kirche hat sich eine Interessengemeinschaft, der Söllmnitzer Kirche e. V., gebildet.

## Kultur
Das ehemalige Bahnhofsgebäude wurde in Eigenleistung der Einwohner zu einem Kulturhaus umgebaut, die Einweihung fand 1976 statt. Auch die Gaststätte „Zum alten Bahnhof“ hat wieder geöffnet. Dank der durch den Söllmnitzer Sportverein betriebenen Kegelbahn und zu Veranstaltungen aller Art anmietbaren Sälen und Räumen bildet das Kulturhaus auch weiterhin den sportlichen und kulturellen Mittelpunkt des Ortes.
Im September 2014 wurde, für die jüngsten Bewohner der Ortschaft, ein Spielplatz eingeweiht.

## Vereine
Im Ort gibt es den Söllmnitzer Faschingsverein e. V. und den SV Söllmnitz e. V. mit einer sehr erfolgreichen Kegelabteilung, die im Kulturhaus „Alter Bahnhof“ eine Bundeskegelbahn bespielt. Des Weiteren existiert die Freiwillige Feuerwehr Söllmnitz mit Feuerwehrverein und Jugendfeuerwehr, die u. a. das jährliche Maibaumsetzen ausrichtet.

## Bildung
Das ehemalige Schulhaus wurde bis 2009 als Kindergarten genutzt, die nächstgelegene Kindereinrichtung ist der
- Kindertagesstätte Brahmenauer Kobolde e. V. in Brahmenau

Zuständige Grundschule:
- Astrid-Lindgren-Grundschule (Staatliche Grundschule) in Langenberg

Zuständige Regelschule:
- Bieblacher Schule (Staatliche Regelschule 12) in Bieblach